# USA:s folkräkning 1990
USA:s folkräkning 1990 (engelska: 1990 United States census) var den tjugoförsta folkräkningen i USA:s historia. Folkräkningen registrerade 248 709 873 invånare.